# Guarizama
Guarizama è un comune dell'Honduras facente parte del dipartimento di Olancho.
Il comune venne istituito l'11 gennaio 1901 con parte del territorio del comune di Manto.